# テュルクアイム
テュルクアイム（フランス語：Turckheim、ドイツ語およびアルザス語：Türkheim）は、フランス、グラン・テスト地域圏、オー＝ラン県のコミューン。

## 地理

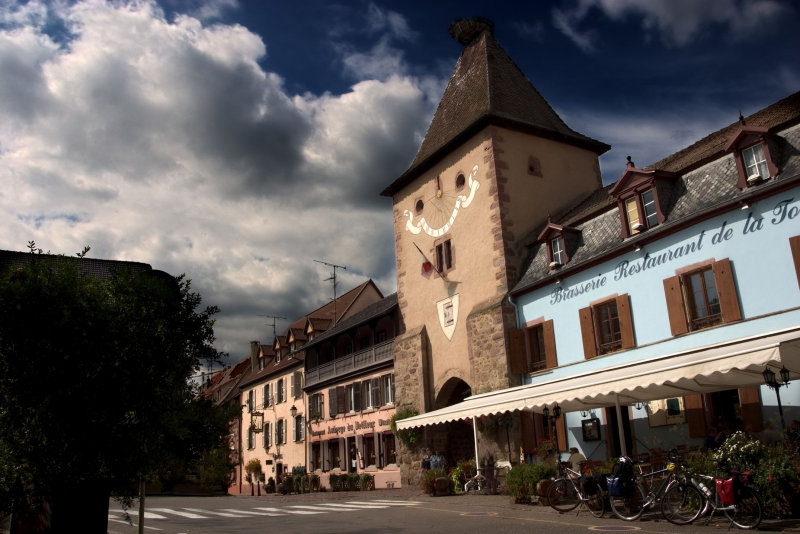
フランス門

テュルクアイムは、マンステールより下流のフェシュ川谷に位置する。コルマールに近い。ルート・デ・ヴァン・ダルザス（fr、アルザス・ワイン街道）の途上にある。
テュルクアイム旧市街の要塞は三角形のかたちで建てられている。城壁には、跳ね橋を通じて町へ入ることのできた3つの門が残る。フランス門は南側にある主要門である。東のブラン門は、門を見下ろす丘にちなんで名づけられた。西側のマンステール門はマンステール方面へ向いている。

## 歴史

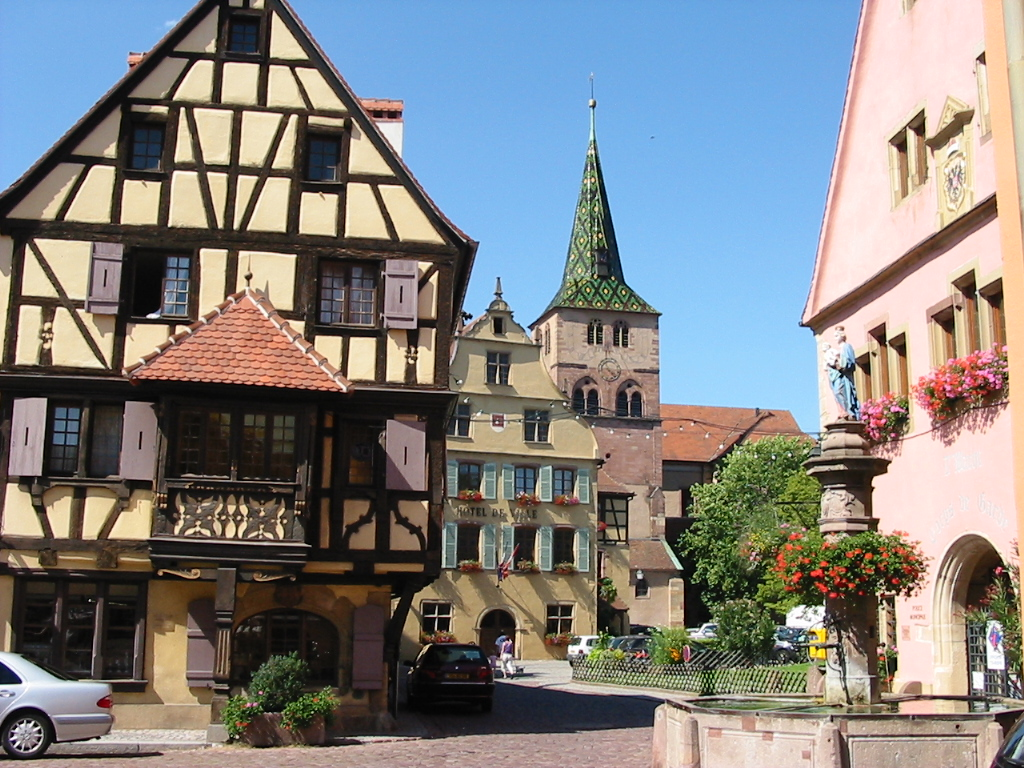
半木造の建物

考古学的証拠によると、テュルクアイム近郊はローマ時代より既に人が暮らしていた。
ゲルマン人がライン川を越えてローマ帝国領内へ侵攻すると、トゥリンギ族（en、北海近くにいたゲルマン人）がこの地に定住した。彼らの部族名が地名になったとされる。最初はThorencohaime、その後Thuringheim、マンステール修道院の領地となっていた中世にはThuringheimと呼ばれた。一方でオーランズベール領主（Hohlandsberg）の土地として神聖ローマ帝国に組み込まれた。
1312年、テュルクアイムは帝国自由都市となった。1315年、現在も優れた姿をとどめる城壁の建設が始まった。1354年、都市には市場を開く特権と同様に各種特権が授けられていた。同じ年にはアルザスの帝国自由都市による十都市同盟に加わった。
三十年戦争の講和であるヴェストファーレン条約締結によって、フランス王国はアルザスにあるハプスブルク家領を獲得した。しかしテュルクアイムを含む十都市同盟は神聖ローマ帝国への帝国直接性特権（de）を保持し、フランス王への臣従を拒絶した。この事態により、十都市同盟加盟都市がフランスに併合されるのは1678年のナイメーヘンの和約まで待たねばならなかった。
1675年1月5日、オランダ侵略戦争でテュレンヌ率いるフランス軍とブランデンブルク選帝侯フリードリヒ・ヴィルヘルム率いる神聖ローマ帝国軍との間で戦いが起こった（トゥルクハイムの戦い）。敗れた帝国軍はアルザスから追われ、テュレンヌはアルザスを保持した。
普仏戦争後の1871年、テュルクアイムを含むアルザスはドイツ帝国に併合され、1918年にフランスへ復帰した。
テュルクアイムは、現在も夜警が残る国内でも数少ないコミューンである。本質的に民族伝承と観光のためであるが、伝統衣装を着た夜警は、5月から10月まで毎日午後10時に見回りを行う。
テュルクアイムには、アルザスやドイツの建築としては典型的な半木造の建物が多くある。

## 経済
テュルクアイムは、高品質なブドウが採れるワインの町として有名である。